# ناحیه کرنل، میشیگان
ناحیه کرنل (به انگلیسی: Cornell Township) یک منطقهٔ مسکونی در ایالات متحده آمریکا است که در شهرستان دلتا، میشیگان واقع شده‌است.
 ناحیه کرنل ۱۵۵٫۹ کیلومتر مربع مساحت و ۵۹۳ نفر جمعیت دارد و ۲۶۶ متر بالاتر از سطح دریا واقع شده‌است.